# Kanton Ploudalmézeau
Der Kanton Ploudalmézeau war bis 2015 ein französischer Wahlkreis im Arrondissement Brest, im Département Finistère und in der Region Bretagne; sein Hauptort war Ploudalmézeau.  

## Gemeinden
Der Kanton umfasste zehn Gemeinden:
| Gemeinde              | Bretonisch         | Einwohner (2022) | Fläche (km²) | Code postal | Code Insee |
| --------------------- | ------------------ | ---------------- | ------------ | ----------- | ---------- |
| Brélès                | Brelez             | 867              | 14.06        | 29810       | 29017      |
| Lampaul-Ploudalmézeau | Lambaol-Gwitalmeze | 815              | 6.35         | 29830       | 29099      |
| Landunvez             | Landunvez          | 1.548            | 13.53        | 29840       | 29109      |
| Lanildut              | Lannildud          | 987              | 5.82         | 29840       | 29112      |
| Ploudalmézeau         | Gwitalmeze         | 6.440            | 23.18        | 29830       | 29178      |
| Plouguin              | Plougin            | 2.236            | 31.02        | 29830       | 29196      |
| Plourin               | Plourin-Gwitalmeze | 1.263            | 25.69        | 29830       | 29208      |
| Porspoder             | Porspoder          | 1.761            | 11.29        | 29840       | 29221      |
| Saint-Pabu            | Sant-Pabu          | 2.078            | 9.94         | 29830       | 29257      |
| Tréouergat            | Treouergad         | 325              | 6.10         | 29290       | 29299      |
| Kanton                | Gwitalmeze         | 17.821           | 146.98       | -           | 2927       |

## Bevölkerungsentwicklung
| 1962   | 1968   | 1975   | 1982   | 1990   | 1999   | 2006   | 2012   |
| ------ | ------ | ------ | ------ | ------ | ------ | ------ | ------ |
| 13.647 | 12.885 | 12.508 | 13.717 | 14.307 | 14.760 | 16.264 | 17.821 |